# Pissed Jeans
A Pissed Jeans egy amerikai zajrock/hardcore punk csapat Allentown városából, Pennsylvania államból. Az együttes bevallása szerint a nyolcvanas évek hardcore punk és post-hardcore csapatai hatottak a zenéjükre. A csapat több kislemezt és négy nagylemezt jelentetett meg ezidáig.
Jelenlegi kiadójuk az amerikai Sub Pop. A Sub Pop-nál jelent meg az együttes 2007-ben kiadott Hope For Men című lemeze. A legutóbbi kiadványuk a Honeys címet viseli és 2013 februárjában látott napvilágot. Az AllMusic elmondása szerint
“Amikor úgy érzed, hogy a világ már megint csapdába ejtett, akkor szerencsére mindig ott a Pissed Jeans, hogy segítsen egy kicsit kimászni az egészből, amíg nem tálalod meg a számításodat.”

## Diszkográfia

### Nagylemezek (LP)

#### Shallow(Parts Unknown, 2005)
1. "I'm Sick"
2. "Boring Girls"
3. "Ugly Twin"
4. "Ashamed of My Cum"
5. "Closet Marine"
6. "I Broke My Own Heart"
7. "Little Sorrell"
8. "Wachovia"

#### Hope For Men(Sub Pop, 2007)
1. "People Person"
2. "Secret Admirer"
3. "A Bad Wind"
4. "Scrapbooking"
5. "I've Still Got You (Ice Cream)"
6. "Fantasy World"
7. "I'm Turning Now"
8. "Caught Licking Leather"
9. "The Jogger"
10. "My Bed"

#### King Of Jeans(Sub Pop, 2009)
1. "False Jesii Part 2"
2. "Half Idiot"
3. "Dream Smotherer"
4. "Pleasure Race"
5. "She is Science Fiction"
6. "Request for Masseuse"
7. "Human Upskirt"
8. "Lip Ring"
9. "Spent"
10. "R-Rated Movie"
11. "Dominate Yourself"
12. "Goodbye (Hair)"

#### Honeys(Sub Pop, 2013)
1. "Bathroom Laughter"
2. "Chain Worker"
3. "Romanticize Me"
4. "Vain in Costume"
5. "You're Different (In Person)"
6. "Cafeteria Food"
7. "Something About Mrs. Johnson"
8. "Male Gaze"
9. "Cathouse"
10. "Loubs"
11. "Health Plan"
12. "Teenage Adult"

### Kislemezek (EP)
- Throbbing Organ/Night Minutes (Parts Unknown, 2004)
- Don't Need Smoke to Make Myself Disappear/Love Clown (Sub Pop, 2006)
- Sam Kinison Woman/The L Word (Sub Pop, 2010)